# Gyál
Gyál est une ville et une commune du comitat de Pest en Hongrie.